# Glenea camelina
Glenea camelina är en skalbaggsart som beskrevs av Francis Polkinghorne Pascoe 1867. Glenea camelina ingår i släktet Glenea och familjen långhorningar. Inga underarter finns listade i Catalogue of Life.